# Brameídeos
Brameídeos (Brahmaeidae) são uma família de insectos da ordem Lepidoptera.

## Comportamento
São ativas durante a tarde e noite, enquanto que durante o dia descansam em troncos de árvores ou no chão, com as asas abertas. Se perturbadas, emitem um tipo de ruído, e tendem a mover-se rapidamente para trás e para a frente, mas sem retomar o voo.
Em algumas espécies (por exemplo Lemonia dumi), o sexo masculino é diurno, enquanto as fêmeas voam exclusivamente à noite.

### Géneros
Esta família são está subdividida em subfamílias nem em tribos, compreendendo dos seguintes géneros:
- Acanthobrahmaea Sauter, 1967 - 1 única espécies na Europa
- Brahmaea Walker, 1855 - distribuição paleártica
- Brahmaeops Bryk, 1949 - distribuição paleártica
- Brahmidia Bryk, 1949 -  - distribuição paleártica
- Calliprogonos Mell, 1937 - 1 única espécie na China centro-setentrional
- Crateronyx Duponchel, 1845
- Dactyloceras Mell, 1930 - distribuição afrotropical
- Heteranaphe Sharpe, 1890
- Lemonia Hübner, 1820
- Sabalia Walker, 1865
- Spiramiopsis Hampson, 1901 - 1 única espécie sul-africana

## Galeria

Brahmaea certhiaBrahmaea certhia
Brahmaea christophi(fêmea)Brahmaea christophi (fêmea)
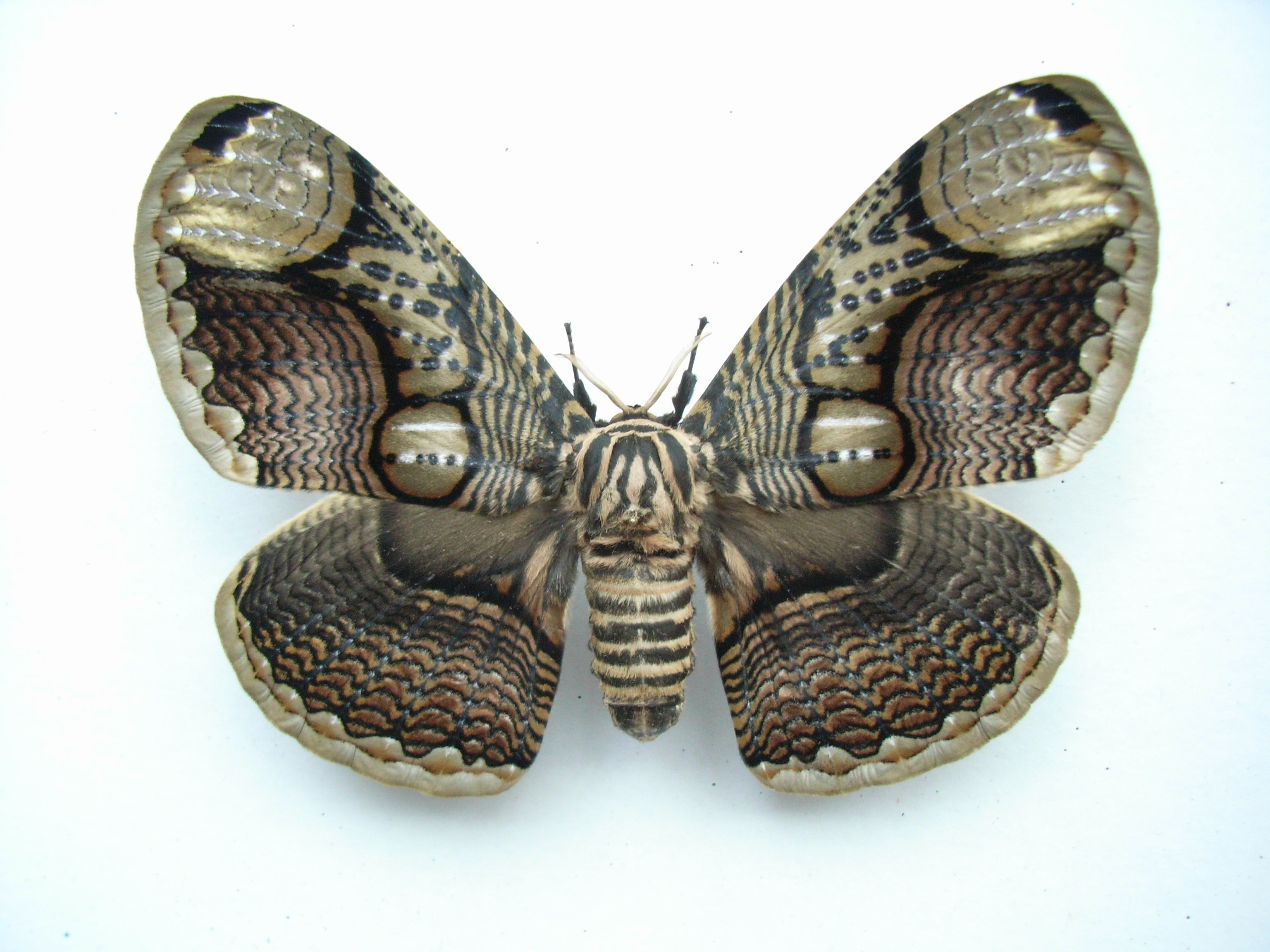
Brahmaea wallichii
Dactyloceras lucinaDactyloceras lucina
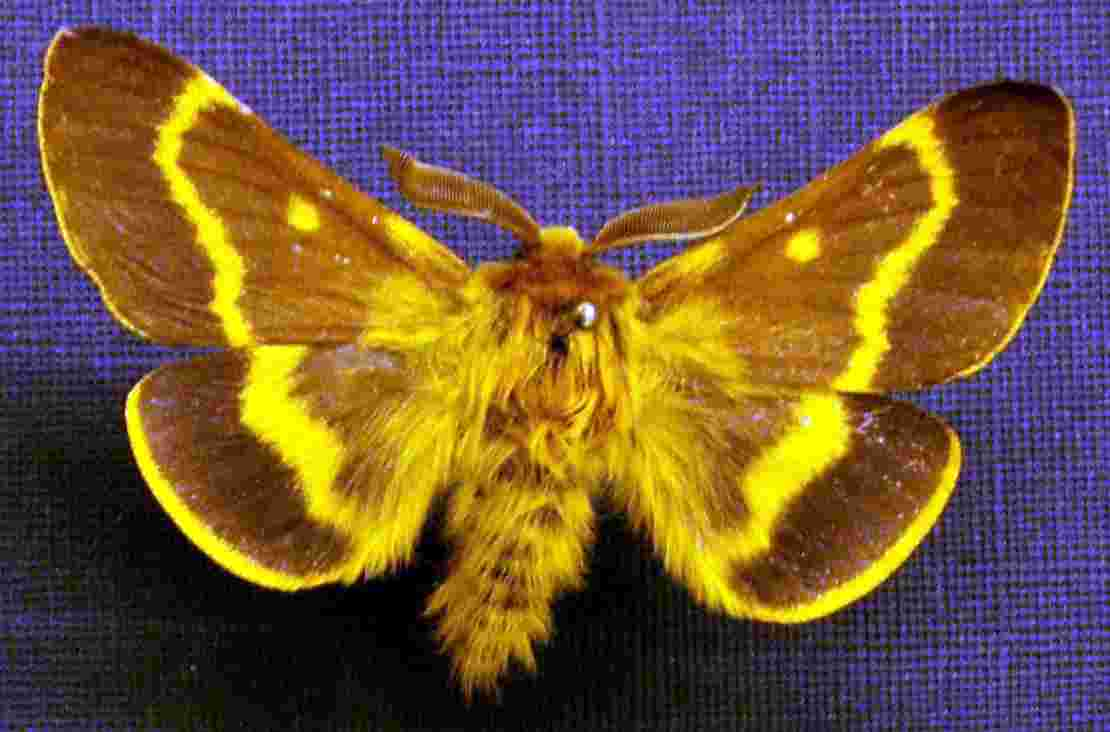
Lemonia dumi (macho e fêmea)
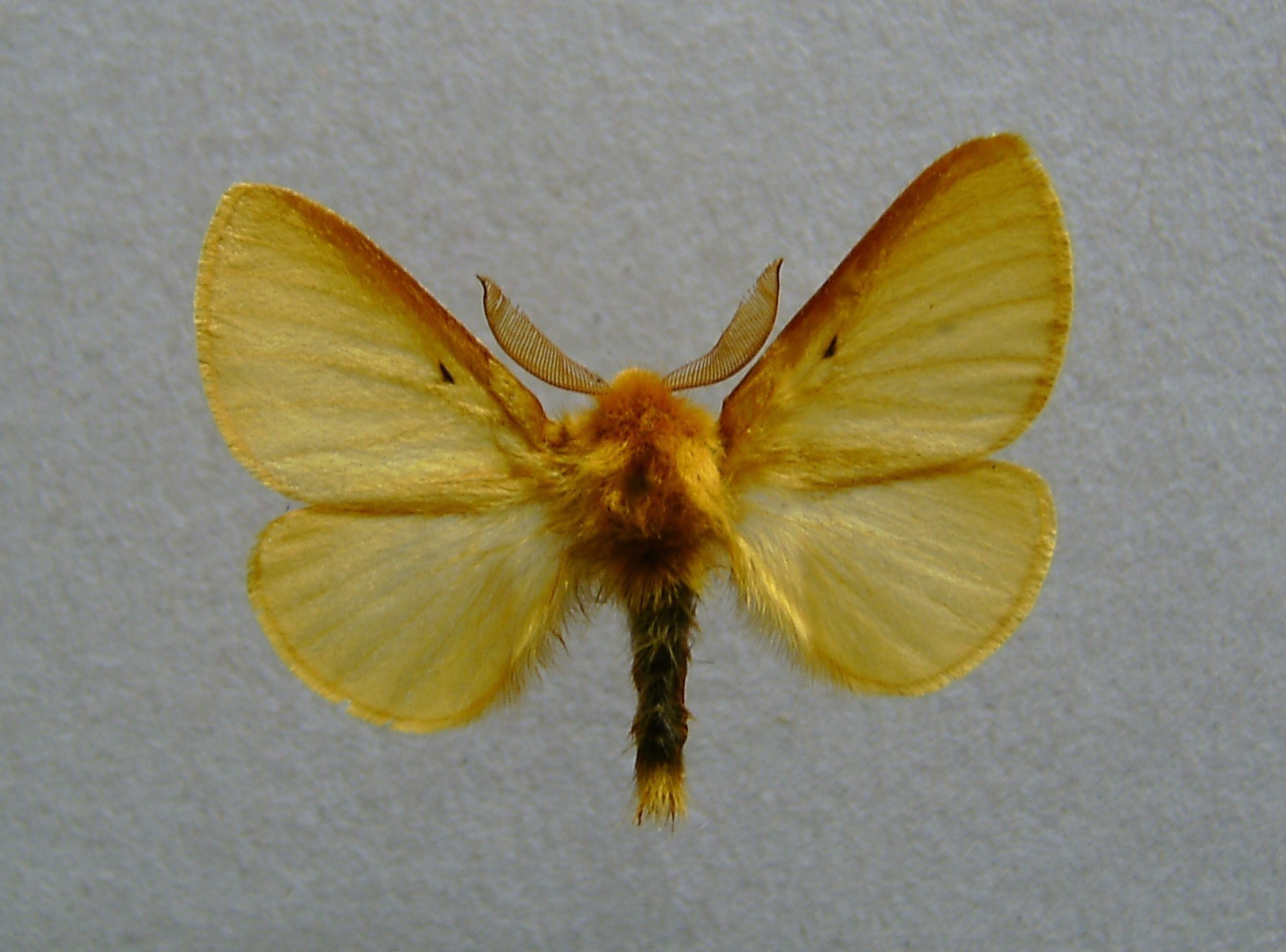
Lemonia taraxaci